# Mike Efevberha
Michael James Efevberha, detto Mike (Pomona, 22 agosto 1984), è un cestista statunitense con cittadinanza nigeriana.

## Carriera
Con la Nigeria ha disputato i Campionati africani del 2009.

## Palmarès
- Campionato svizzero: 3

Lugano Tigers: 2009-10, 2010-11
B.B.C. Monthey: 2016-17
- Campionato ceco: 1

ČEZ Nymburk: 2012-13
- Qatari Basketball League: 1

Al-Shamal SC: 2020
- Coppa di Svizzera: 1

Lugano Tigers: 2011
- Coppa di Lega Svizzera: 1

Lugano Tigers: 2011